# 1号加利福尼亚州州道
1号加利福尼亚州州道（英語：California State Route 1），或简称1号公路、1号州道，是加利福尼亚州南北方向的一条州级公路。它主要沿着太平洋西海岸蜿蜒。美国的公路除了编号，其各组成部分常常有不同的官方命名，例如1号州道部分路段被称为太平洋海岸公路（Pacific Coast Highway, PCH）、卡布里约公路、海岸线公路（Shoreline  Highway）等。其南端为橙县的达纳角，北端则在门多西诺县汇入101号美国国道。1号公路的多个路段与101号美国国道共享道路，最著名的是文图拉县和圣巴巴拉县间54-英里 （87-）的路段。此外，1号公路也跨越金门大桥。
该公路以其太平洋沿岸优美的风景闻名遐迩，是加州境内最有名的美國風景道路。除了沿线的多处景点，该公路还是大洛杉矶地区、旧金山湾区以及其他太平洋沿岸城市的重要运输通道。不过1号公路只有少部分都会区附近的路段符合高速公路标准，而其他部分则为最基本的两车道公路。
1号公路的建设在若干个不同的时期分批完成，其中率先完工的路段为1930年代的大苏尔路段。随着更多的路段开通，某些路段在历史上曾使用过不同的名称和编号。在1964年加州公路的重新编号过程中，整个沿岸公路被正式编为1号公路。虽然1号公路以其风景著称，但是它沿线时常发生塌方、路基腐坏，部分路段曾被迫关闭维修，甚至改道。
1932年，该公路在圣莫尼卡和奥克斯纳德之间的路段曾被用作1932年夏季奥林匹克运动会公路自行车赛的赛道。

## 路线信息

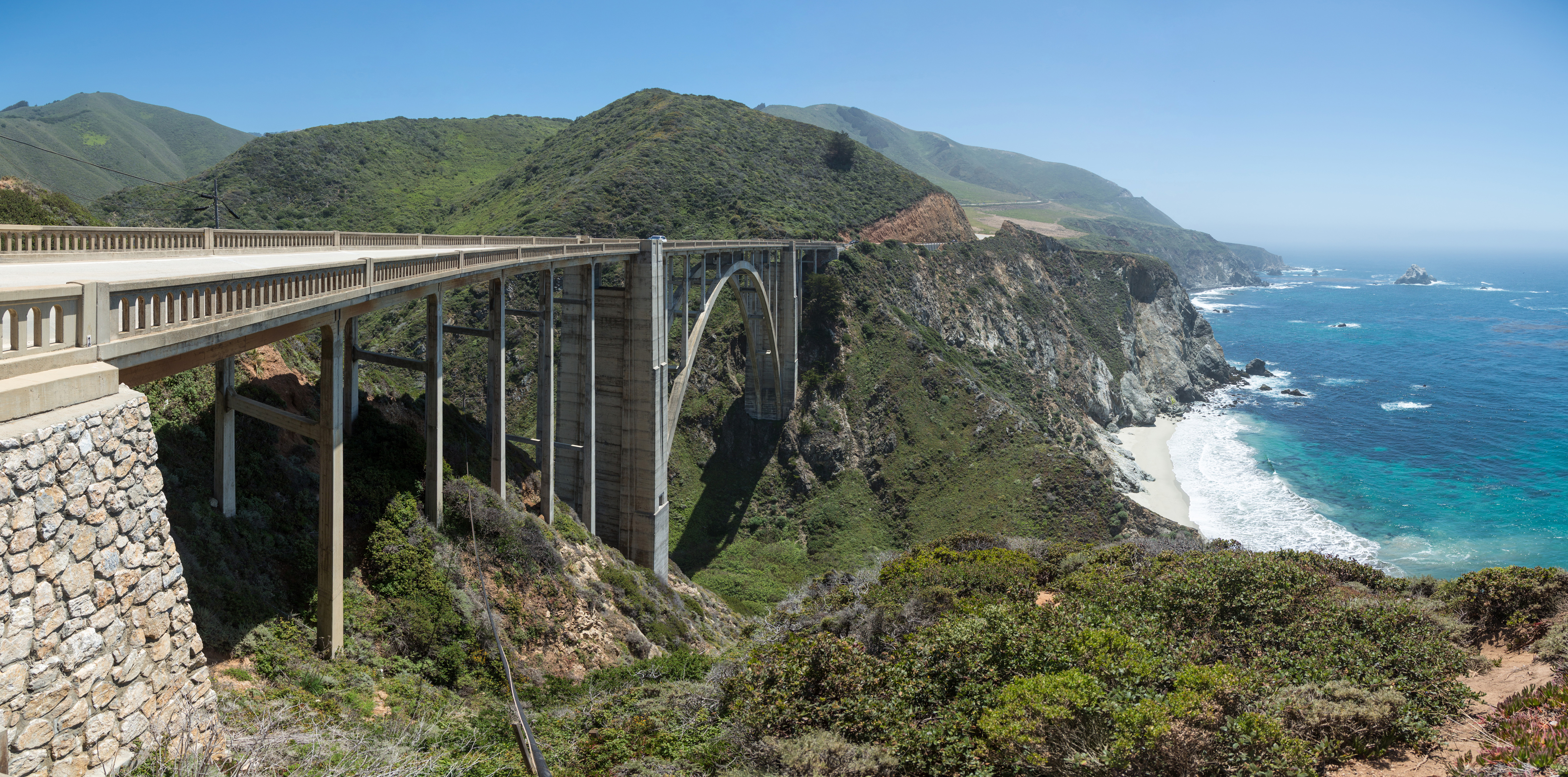
1932年通车的比克斯比溪大桥（Bixby Creek Bridge）

1号公路的部分路段属于加州高速及快速公路系統和加州风景道路系统（State Scenic Highway System）。不过，只有洛杉矶和旧金山附近的部分路段被纳入州级风景道路系统。而由聖路易斯-奧比斯保到卡梅尔海岸的大苏尔段被纳入国家级风景道路系统。
整个1号公路的标示名称为“蓝星纪念公路（Blue Star Memorial Highway）”以纪念美国军队的贡献。在南加州，1号公路介于达纳角的5号州际公路和奥克斯纳德的101号美国国道之间的部分被官方称作“太平洋海岸公路（Pacific Coast Highway）”，并经常使用其英文缩写“PCH”。从比尔顿以南8英里处的交流道到皮斯摩海滩的路段，以及圣路易斯-奥比斯保至湾区280号州际公路的路段，则被标注为“卡布里约公路（Cabrillo Highway）”,此名称是纪念葡萄牙探险家胡安·罗德里格斯·卡布里约（Juan Rodríguez Cabrillo）。此外，其他一些路段则由州或地方赋予了不同的名字。

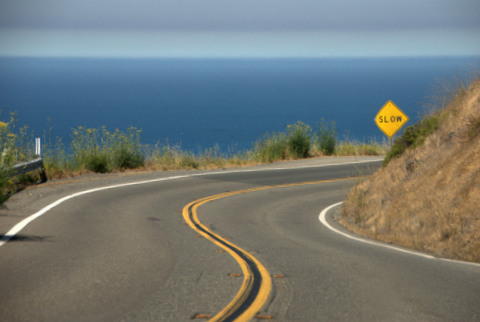
马林县附近的海滨路段

1号公路不仅连接了加州太平洋沿岸诸多城市，还提供了前往海滩、公园等风景名胜的通道，因此它也是加州境内最受自驾车游客青睐的旅游线路。该路线为加州旅游业带来数十亿美元的收入。它大多数地方都紧靠海岸，少数地方则绕行内陆，有些地方是为了避开重要的联邦單位或設施，例如范登堡空军基地。
路况方面，1号公路的建筑标准在不同的地方差异较大。有些地方只是两侧各一条车道的普通乡间公路，而在有些地方则达到了城市高速公路的标准。鉴于此，非观光的交通常常被建议使用大致平行的101号美国国道（大部分是高速公路，少数地方是與平面道路交叉的快速道路）或5号州际公路（完全是高速公路）以节省运输时间。

## 历史
1号加利福尼亚州州道闻名全球，然而在1964年加州规范公路命名以前，这条公路的不同路段拥有若干不同的名称和编号。当加州在第一次世界大战期间首次设想建设一条沿着太平洋海岸延伸的公路时，公路有时使用番号标识，有时则使用名称标识。1915年至1964年这段时间里，公路规划单位虽然使用番号来指代不同公路，但是从未在道路两旁的标志上加入编号的图样。当时的汽车驾驶者既不能在公路上看到公路的编号，也无法在地图上查询到这些编号。1号公路最初的编号是在1939年启用的。不过当时不同的路段使用了不同的名称和编号。公路最初的建设工程是在1910年前加州第三次公路债券发行之后开始的。

### 早期路段

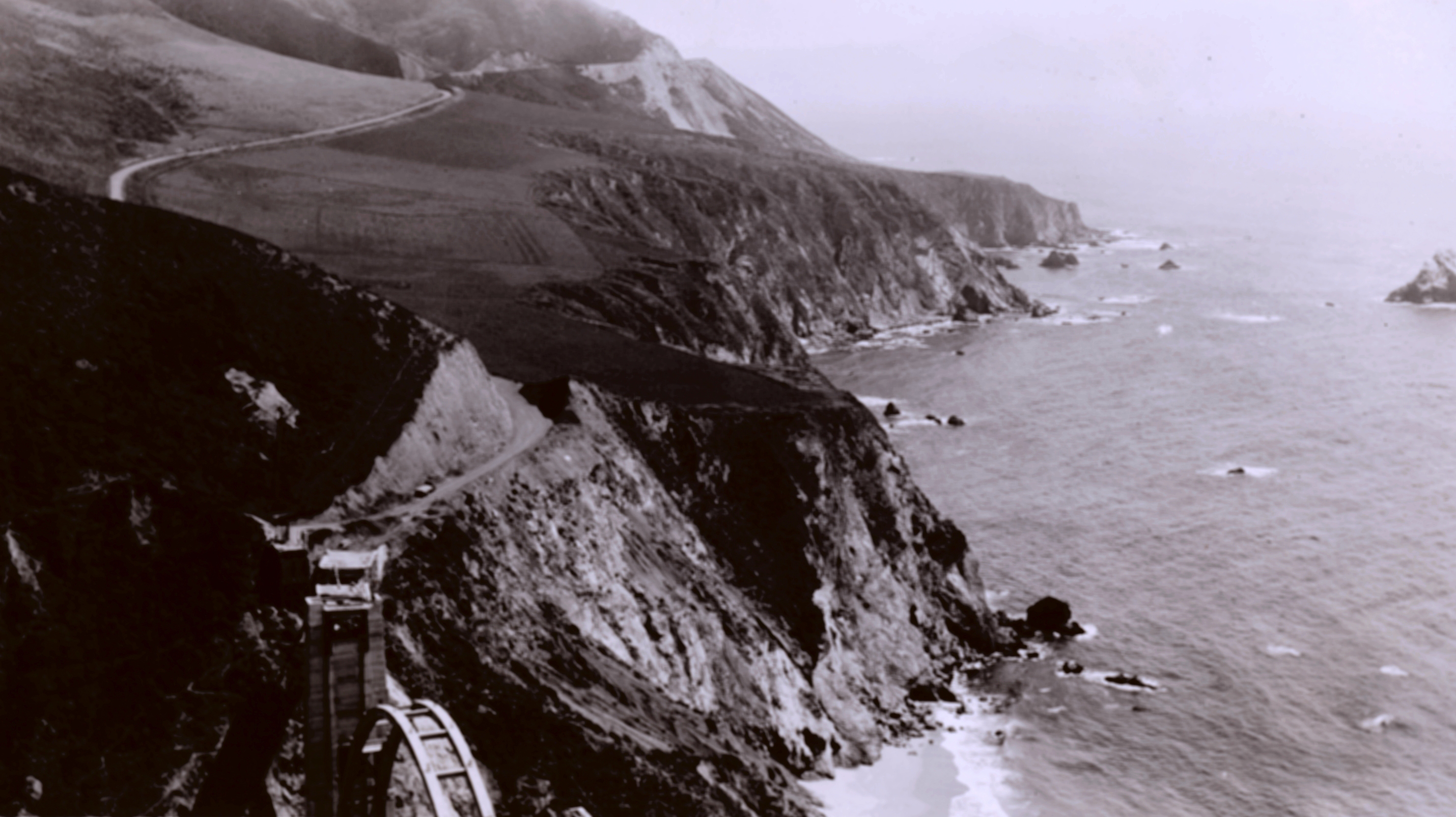
1932年正在建设中的比克斯比峡谷大桥

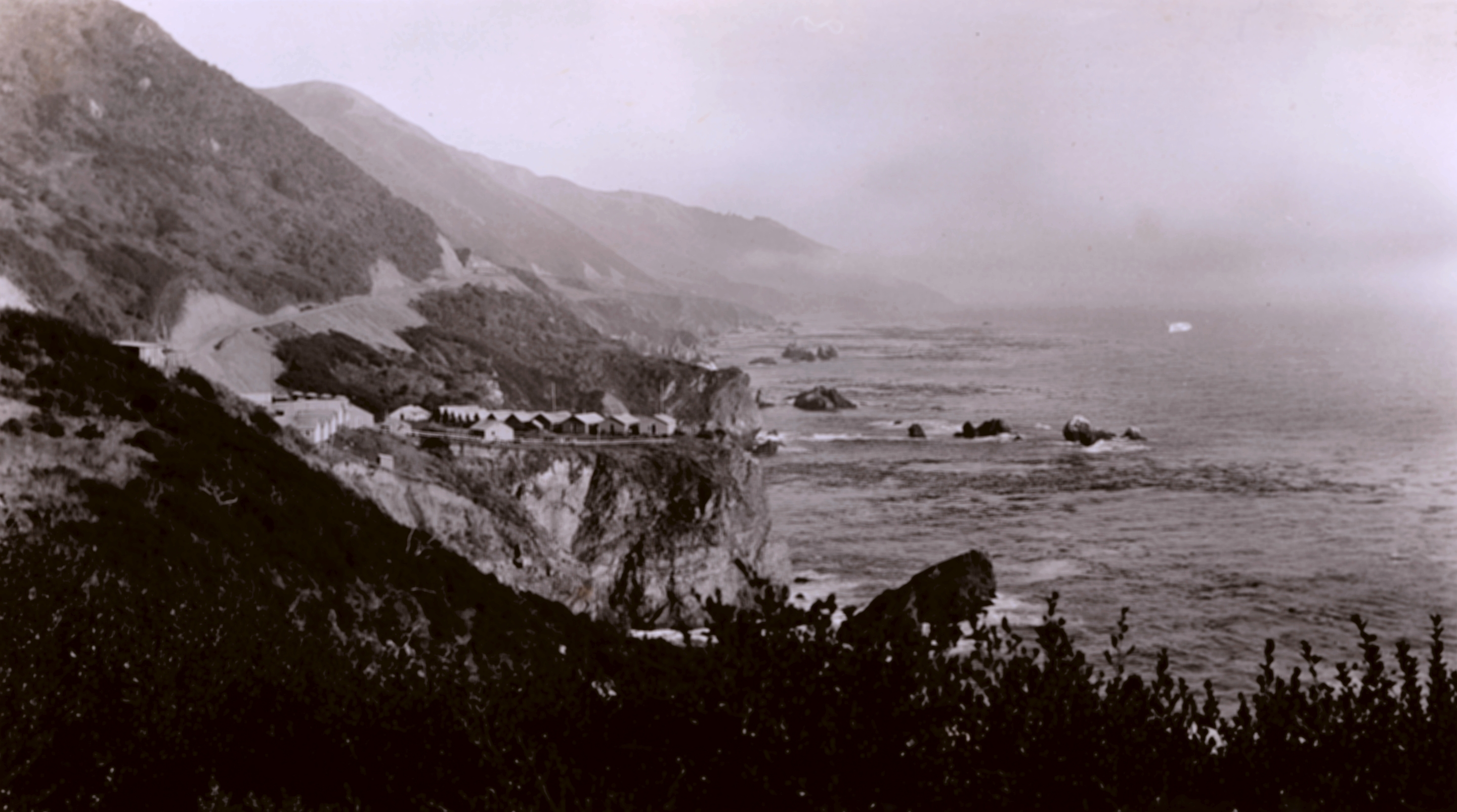
加州佛森州立监狱的囚犯参与公路建设，当时他们的日薪是35美分

鉴于洛杉矶西北部的文图拉县和圣巴巴拉县之间迫切地希望拥有一条沿着海岸的直达公路，一条被称为“林孔海平线公路（Rincon Sea Level Road）”凭借着在本地筹集的资金在1911年建成通车。介于文图拉河和卡平特里亚之间的路段当时还是建筑于海滩边的扇形冲积土地上。之后，随着南太平洋铁路的建设，一条建筑在堆砌的碎石基上的公路在该区域形成。为了使这些路段成为旧金山和洛杉矶之间机动车道路的一部分，工程人员铺筑了路面，并在容易受到海浪冲击的地段建设了木质的堤道。当时本地筹集的资金已经告罄，不过新成立的州级公路委员会（State Highway Commission）接手了剩余的工程，并与1913年完成了该区域的路段。。
大苏尔海岸附近路段的工程尤为艰巨。加州最初于1919年批准修建56号州道，即卡梅尔-圣塞米恩公路（Carmel-San Simeon Highway），以连接大苏尔和加州其他地区。联邦政府为此进行了拨款，同时州政府的资金也于1921年获得投票通过。圣昆汀监狱（San Quentin Prison）组织了三个临时监狱营的囚犯作为非专业的劳动力协助工程的建设。当时他们的每日工资为35美分，并获得减刑的待遇。这段公路总共建设了33座桥梁，其中规模最大的是比克斯比溪大桥（Bixby Creek Bridge），该桥现在也是游客经常摄影留念的地方。此外，苏尔点和卡梅尔之间还修建了6座混凝土拱桥。
工程总共进行了18年，中间还经历了大萧条时期，不过之后也收益于罗斯福新政。最后，这段两车道的公路得以在1937年6月17日铺成。另一方面，1921年的一项法令批准该段公路向南扩建至坎布里亚。
而当时的60号公路，即连接奥克斯纳德到圣胡安 - 卡皮斯特拉诺地区的路段于1925年被扩建至离文图拉更近的位置。而在木古点（Point Mugu）附近，工程师使用了第一次世界大战剩余的炸药来开山筑路。1921年的一项行规划使得60号公路成为一条两端皆与101号美国国道连接的封闭环路。而在1931年，56号公路从坎布里亚向南扩建至今天圣路易斯-奥比斯保的101号美国国道附近。
圣塞米恩和卡梅尔海岸之间的路段（两端分别与县道相连）被标记为1号公路。它与当时的60号公路一起构成了整个从俄勒冈州前往墨西哥的公路的部分。
1933年，这条州级公路得到大幅扩建。这项工程使得当时的56号公路向南北两个方向继续延伸。南边由皮斯摩海滩的101号美国国道开始，穿过瓜达卢佩和隆波克，在格维尔塔山口（Goviota Pass）稍北处再次汇入101号美国国道。而在北端，56号公路增建了继续向北沿着海岸的新路段，穿过圣塔克鲁兹后一直到达旧金山。旧金山以北也有若干段断续的路段在这一时期得以修建。其中一条是由金门大桥前往瓦雷福特（Valley Ford）边界，一条是由詹纳（Jenner）附近的俄罗斯河前往韦斯特波特（Westport）, 还有一条从芬代尔前往弗恩布里奇（Fernbridge）。除了56号公路在旧金山北部的缺口，其余新建的公路与之前已建的路段构成了完整的海岸公路。
洛杉矶附近的圣莫尼卡经过马里布到达奥克斯纳德的路段最初在1925年规划为“海岸林荫大道（Coastal Boulevard）”，不过之后在1929年实际运营时则改称“西奥多·罗斯福公路（Theodore Roosevelt Highway）”。当年它是一条被称为“佩德罗山路（Pedro Mountain Road）”的狭窄、多弯、陡峭的公路。1号公路也曾取道帕西菲卡和戴利城之间的海岸，不过那段公路在1957年3月22日一场5.3级地震中被破坏。今天索恩顿海滩（Thornton Beach）附近还能见到少许残段。
大苏尔的56号公共路段是在1939年并入州级公路系统的，并被改标注为1号公路。该路段在1965年倍纳入第一批州级景观公路（State Scenic Highway）系统。1966年，当时的美国第一夫人小瓢蟲·約翰遜在比克斯比溪大桥出席了此事件的官方庆典。后来，该路段被美国政府纳入全美风景道路系统（All American Road）。

### 最初的公路标志

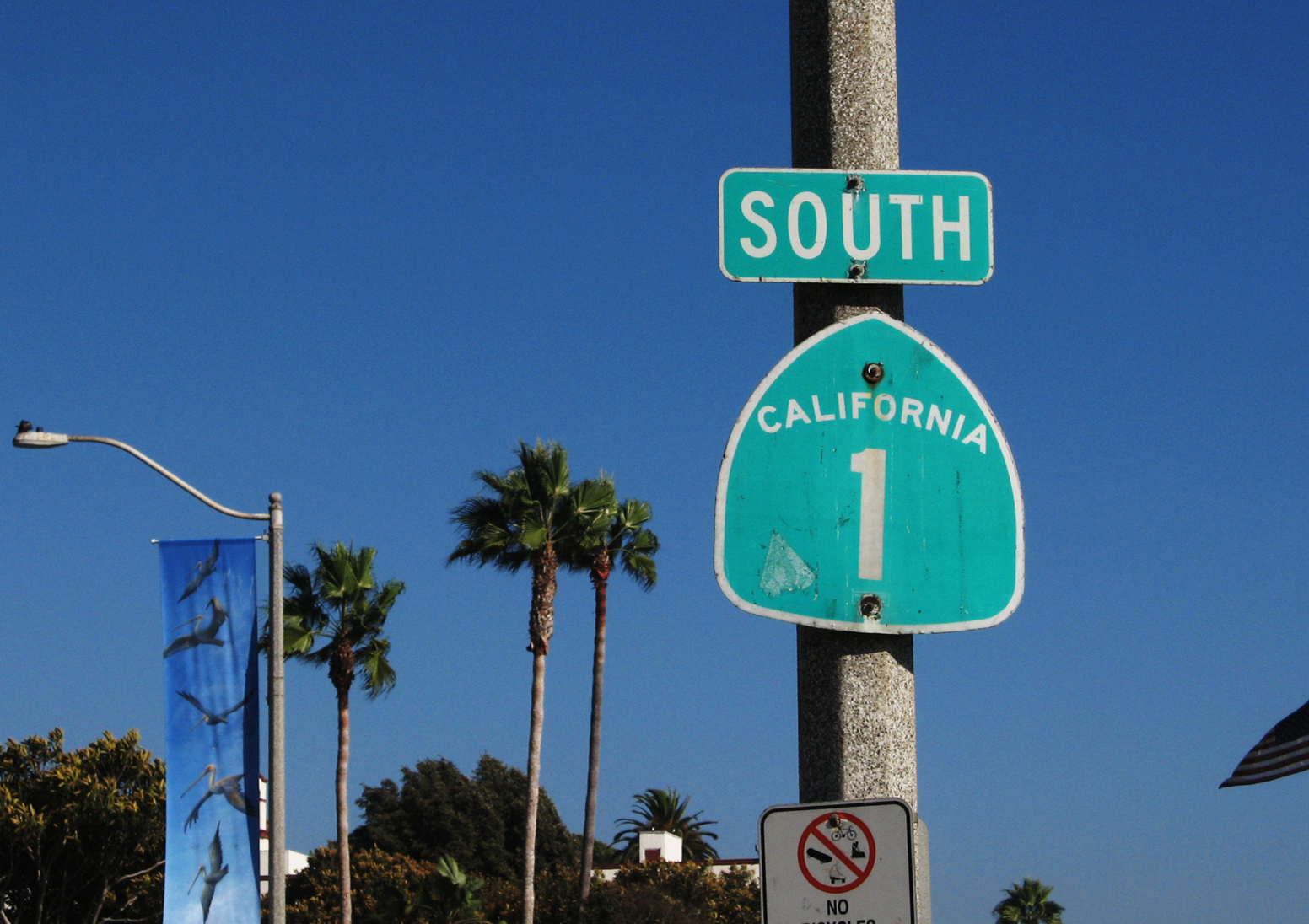
橙县拉古纳海滩附近的一个1号州道标志。1964年之前，该段公路曾被标注为60号州道、3号州道和101号美国国道并行线。

1934年，加州决定对州内的公路进行规范编号。不过那时只有圣巴巴拉以北（当时曾被称为56号公路）的路段被标为1号公路。在文图拉县、洛杉矶县和橙县，早先的60号公路则被重新标为3号公路。不过在1936年，3号公路的标志又被改为101号美国国道并行线。洛杉矶附近公路编号的改变还造成著名的66号美国国道的终点被挪到圣莫尼卡。
整个公路在加州北部的一个缺口在1951年的公路编号划分中得到填补。另外，一条新修筑的联络线连接了从洛克波特（Rockport）和雷格特（Leggett）的1号公路。这条联络线在现有的系统里编号为208号州道。
1964年，加州的公路弃用旧编号，并进行了重新编号，以解决旧系统里的一些编号冲突。在这次重新编号的过程中，一些非常著名的美国国道编号被取消（例如66号美国国道），许多州级公路也使用了新的编号。101号国道在洛杉矶县、橙县以及文图拉县的并行替代路段（US 101A）被废弃，这段部分被重新编号为1号公路。 同年，州级立法部门将橙县、洛杉矶县和文图拉县的1号公路命名为“太平洋海岸公路（Pacific Coast Highway）”，圣巴巴拉县以北直到旧金山的路段命名为“卡布里约公路（Cabrillo Highway）”，而马林县以北直到终点（汇入101号美国国道）的路段则命名为“海岸线公路（Shoreline Highway）”。1号州道穿越城镇的时候，它并未改变市镇内部街道的名称，不过这些街道通常会添加1号公路的数字盾牌来提示车辆驾驶者路线。

### 后续工程

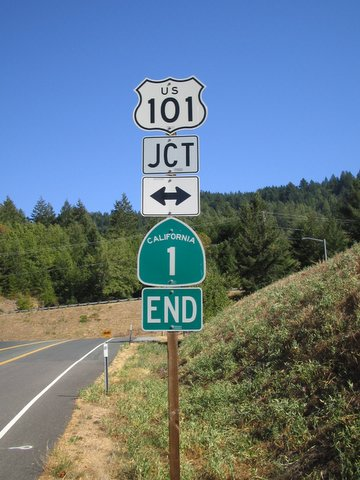
1号州道北端汇入101号美国国道的标志。此标志按照最初计划应在更北的地方，不过由于那里的山势陡峭，工程预算太高，当局不得已放弃这一计划。

北加州蒙特雷附近68号公路到蒙拉斯大道（Munras Avenue）间的路段现为高速公路，开通于1960年。而从蒙拉斯大道往北到沙城边界的路段则开通于1968年。斯赛德（Seaside）以北的高速公路是1973年在原有1号公路的基础上铺设的。沃尔德堡（Fort Ord）以北，现有的1号公路则向左急转，绕开原有的路线，跨过马林纳（Marina）向西延伸。这一路段还包括与156号州道的交流道。原有的1号公路则沿着156号公路前往183号州道位于卡斯特罗（Castroville）的交汇点，然后转向西北，沿着今天的183号州道，穿过卡斯特罗，最后与其最初的既有公路重新汇合。
官方曾有计划希望将1号公路南端一直到奥克斯纳德的路段全部扩建至高速公路，不过这一计划在1971年由于地方的反对不得不作罢。在1980年，文图拉县西北部附近新修建了一段数英里的公路，原有两车道的101号国道的被高速公路替代，于是101号国道的旧路段被标为1号公路。在之后的1988年，隆波克附近普利斯玛路（Purisima Road）到135号公路改道，使得1号公路可以连向范登堡空军基地。
最初在洛克波特和芬代尔之间通过修筑桥梁以填补公路缺口的计划最终被放弃。这主要是由于那里的道路十分陡峭，工程难度很大，造成修建成本非常昂贵。1984年，这两个地方直接的公路在改道后开建。该区域海岸附近的部分如今大多属于辛克杨荒野州立公园（Sinkyone Wilderness State Park）和金山脉国家保护区（King Range National Conservation Area）。
帕西菲卡以南的德威尔坡（Devil's Slide）附近时常发生危险的滑坡、塌方。从1958年开始，加利福尼亚州运输部决定使公路改变路线，跨越靠近内陆的蒙塔拉山（Montara Mountain）以绕开那段危险的地区。不过该计划遭到当地居民以及环境组织的反对，他们认为修建隧道为更佳的方案。经过几十年的争论，联邦公路管理局要求加州运输部重新评估修建隧道的提案。1996年11月5日，圣马特奥县的投票者批准了修建公路隧道的方案。地面工程终于在2005年开工，经过大约8年的施工，这条汤姆·兰多斯隧道（Tom Lantos Tunnels）终于在2013年4月建成通车。
当局从未考虑过将1号州道向南延伸到圣迭戈，或新建尤里卡、克雷森特城以北的部分。这是因为洛杉矶以南到圣迭戈的海岸线交通后来由5号州际公路承担（5号州际公路贯通后，101号美国国道的南端被截断于洛杉矶附近的东洛杉矶交流道），而加州最北部地区的海岸公路则为101号美国国道，这些地区没有必要再继续修建一条州道。